# Nikanor Dmitrijewitsch Sachwatajew
Nikanor Dmitrijewitsch Sachwatajew (russisch: Никанор Дмитриевич Захватаев, * 26. Juli 1898 in Dorf Gary, Provinz Wjatka; † 15. Februar 1963 in Moskau)  war ein sowjetischer Generaloberst und Held der Sowjetunion (28. April 1945).

## Leben
Er trat 1918 in die Rote Armee ein und nahm in der Artillerie-Division am Russischen Bürgerkrieg auch in der Ukraine teil. Nach dem Bürgerkrieg diente er als Assistent eines Kreiswehrkommissars, war Stabschef und Kommandant eines Schützenregiments. Er absolvierte 1931 den Schießkurs Wystrel des Generalstabes, ab 1935 die Frunse-Militärakademie und war ab 1939 als Dozent an der Generalstabsakademie tätig.

### Im Deutsch-Sowjetischen Krieg
Ab Juli 1941 war Sachwatajew als Oberst stellvertretender Stabschef der Südwestfront. Am 1. September 1941 wurde er zum Generalmajor befördert und nahm an der Verteidigung Kiews teil.
Im November 1941 wurde er zum Stabschef der 1. Stoßarmee ernannt und war Teilnehmer an der Schlacht um Moskau. 
Von Mai bis September 1942 war er Kommandeur des 1. Garde-Schützenkorps an der Nordwestfront und nahm an den Kämpfen bei Demjansk teil. Von Dezember 1942 bis Mai 1944 kommandierte er das 12. Garde-Schützenkorps, dazwischen erfolgte am 28. April 1943 seine Ernennung zum Generalleutnant.
Vom 23. Mai 1944 bis 10. Januar 1945 war er Oberbefehlshaber der 1. Stoßarmee bei der 3. Baltischen Front, seine Truppen nahmen an der Rückeroberung von Ostrow, Tartu und Riga teil.
Vom 1. März bis 10. Juli 1945 war er Oberbefehlshaber der 4. Gardearmee bei der 3. Ukrainischen Front. Für die Führung seiner Truppen bei der Wiener Operation wurde ihm am 28. April 1945 der Titel Held der Sowjetunion verliehen. Von Juni bis Dezember 1945 war er Oberbefehlshaber der 35. Armee der 1. Fernostfront und nahm an der Operation Auguststurm im Fernen Osten teil und wurde am 9. August zum Generaloberst befördert.

### Nach dem Krieg
1946 kommandierte er die 5. Armee in Fernost, war dann ab 1947 Stabschef des Militärbezirks Primorski und 1950 in gleicher Position beim Militärbezirk Belarus. Ab Dezember 1951 kommandierte er den Militärbezirk Don und ab Oktober 1953 war er stellvertretender Kommandeur der Streitkräfte des weißrussischen Militärbezirks. Im April 1955 wurde er zum stellvertretenden Stabschef der Streitkräfte der UdSSR ernannt und war leitender Militärberater während der folgenden Ungarnkrise. Er trat 1960 in den Ruhestand, starb 1963 in Moskau und wurde auf dem Nowodewitschi-Friedhof beigesetzt.